# Clare Maguire
Clare Maguire, född 15 september 1987 i Birmingham, England, är en brittisk singer/songwriter. Hon släppte sitt debutalbum, Light After Dark, i februari 2011.

## Diskografi

### Studioalbum
- 2011: Light After Dark
- 2016: Stranger Things Have Happened

### EPs
- 2010: Let's Begin
- 2014: Clare Maguire
- 2015: Live For Burberry
- 2015: Live For Burberry 2
- 2015: Don't Mess Me Around
- 2017: Keep Me Hanging On

### Singlar
- 2010: "Ain't Nobody"
- 2011: "The Last Dance"
- 2011: "The Shield and the Sword"
- 2015: "Don't Mess Me Around"
- 2016: "Elizabeth Taylor"
- 2016: "The Valley"
- 2018: "All or Nothing Love"
- 2019: "Bring Me Flowers While I'm Alive Not When I'm Dead"
- 2019: "Heavenly Disaster"
- 2019: "Jungle Gardenia"
- 2019: "Vibe"